# Qalb Loze
Qalb Loze (em árabe: قلب لوزة, também escrito Qalb Lawzah ou Qalb Lozeh) é uma aldeia drusa no noroeste da Síria, administrativamente parte do  distrito de Idlib e localizada a cerca de 35 km a oeste de Alepo.
Situa-se perto da fronteira com a Turquia e faz parte de uma área conhecida como as  Cidades Mortas, de acordo com o Síria Central Bureau of Statistics (CBS), Qalb Loze tinha uma população de 1.290 no recenseamento 2004.
A vila é bem conhecida pela sua igreja do século V e outras ruínas  bizantinas da época. O nome Qalb Loze significa "Coração da  amêndoa". A maioria dos moradores trabalha na agricultura e cultivam principalmente tabaco e azeitonas. O tabaco é usado para a indústria local de cigarros.

## Geografia
Qalb Loze fica a uma altitude de 670 metros no distrito de Idlib, uma região montanhosa e remota em um maciço calcário no norte da Síria, a poucos quilômetros da fronteira com a Turquia. O local é próximo a Barisha e é acessível a partir da principal estrada Alepo-Antáquia, por uma estrada secundária que conduz a nordeste. Localidades próximas incluem Qurqania ao sul, Kafr Dariyan a leste e Kafr Takharim a oeste.
A área é ecologicamente vulnerável devido à desertificação e sua alta altitude. As oliveiras crescem no vale abaixo da aldeia, onde também existem algumas outras culturas.

## Demografia
Em meados da década de 1960, havia cerca de 150 habitantes em Qalb Loze. Ela ainda é uma pequena aldeia com uma população de 1.290 no censo de 2004. Seus habitantes são membros da comunidade drusa, assim como outras 13 aldeias nas proximidades. Os moradores da aldeia são conhecidos por sua pele clara e cabelo loiro.

## Igreja

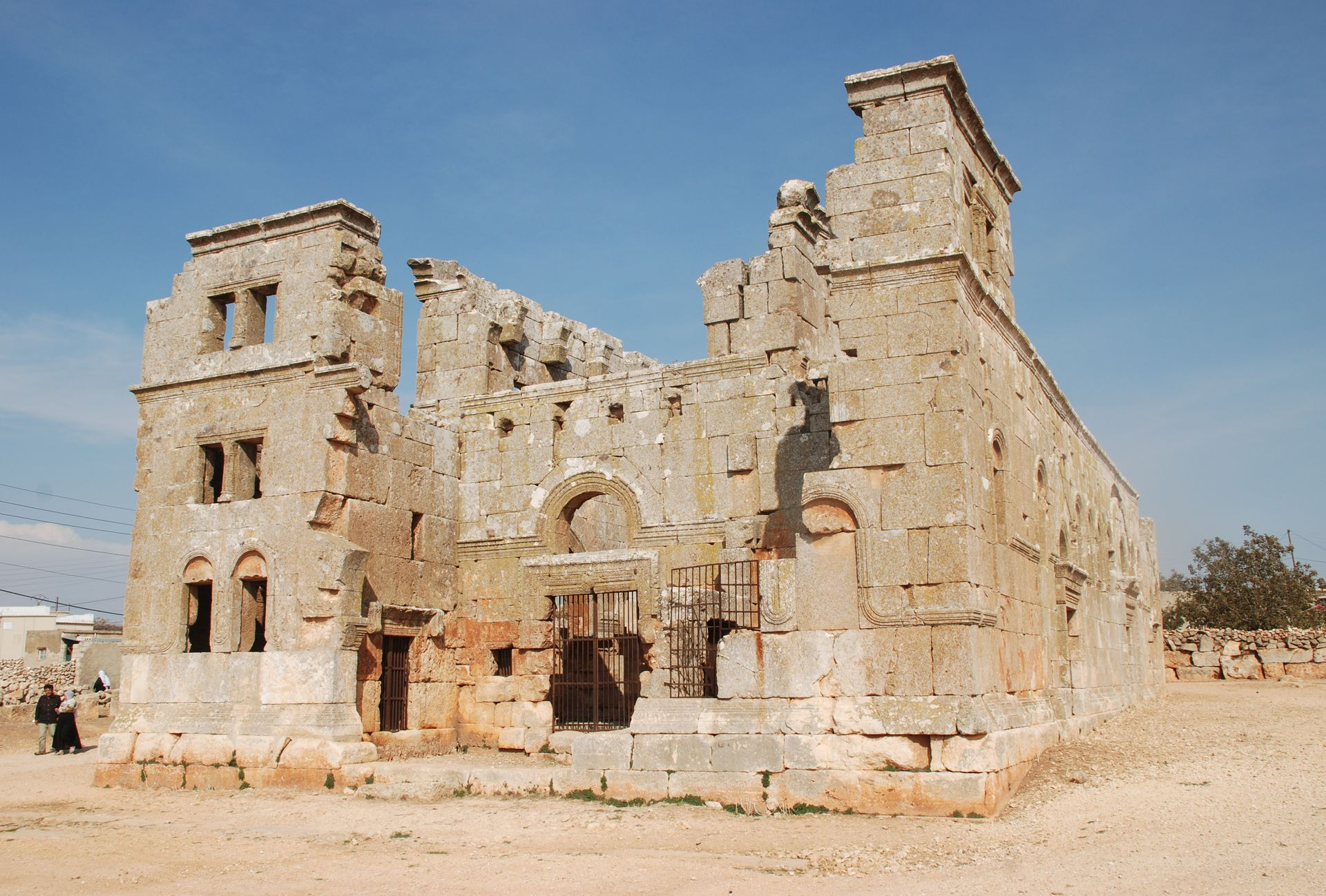
Ruinas da Basilica de Qalb Loze

A igreja em Qalb Lozeh remonta ao ano de 460s AD e é uma das igrejas mais bem preservadas deste período na região. A igreja é a primeira grande basílica conhecida na Síria. As colunas, que na tradicional arquitetura igreja bizantina separam os corredores da  nave, foram substituídos com baixos pilares e arcos crescentes que criam a sensação de um espaço maior. Ela é muito semelhante, em estilo arquitetônico e artesanal, as grandes igrejas pre-islâmicas sírias de El Anderin, Ruweha e Kerratin, em Turmanin, que podem ter sido construídas pelos mesmos grupos de artesãos.
A exploradora e arqueóloga Gertrude Bell, descreveu esta igreja como "(...) o começo de um novo capítulo na arquitetura do mundo. A beleza fina e simples do Românico nasceu no norte da Síria (...)". Desde a visita de Gertrude Bell no início dos anos 1900, a cidade tem crescido, e a igreja está agora cercada por casas modernas.

## Patrimônio Mundial
O local foi inscrito pela UNESCO como Patrimônio Mundial em 2011 sendo parte da listagem das "Aldeias antigas do Norte da Síria".